# Kopalnia Węgla Brunatnego „Sieniawa”
Kopalnia Węgla Brunatnego Sieniawa Sp. z o.o. w Sieniawie Lubuskiej operuje na jednym z najdłużej znanych i eksploatowanych złóż węgla brunatnego na ziemiach polskich (eksploatacja od 1873). Zniszczona i zdewastowana w ostatnim roku II wojny światowej, została ponownie uruchomiona w 1950 jako KWB „Sieniawa”. W tym samym roku wydobyto 8,6 tys. ton węgla brunatnego, ale produkcja szybko rosła dochodząc w 1958 do 137,5 tys. ton. W 1983 wydobycie osiągnęło maksymalną w historii kopalni wartość 209,1 tys. ton. W 1997 rozpoczęto likwidację Kopalni Węgla Brunatnego Sieniawa. W 2002 roku kopalnia po przejściu w prywatne ręce wznowiła wydobycie.

## Działalność
Wydobywany węgiel cechuje się bardzo korzystnymi parametrami. Średnia wartość opałowa wynosi ok. 10 000 kJ/kg, zawartość popiołów 4–6%, siarki 0,6–0,8% (jakościowo jeden z najlepszych w Polsce).
Nowi inwestorzy zdecydowali się kontynuować działalność wydobywczą. Powstało przedsiębiorstwo pod nazwą Kopalnia Węgla Brunatnego Sieniawa Spółka z ograniczoną odpowiedzialnością, które po uzyskaniu koncesji w październiku 2002 rozpoczęło prace eksploatacyjne. Spółka jest firmą rodzinną. Prowadzi również działalność pozawydobywczą. W 2006 za pośrednictwem spółki-córki rozpoczęło produkcję energii cieplnej w kotłowni osiedlowej w Żarach na południu województwa lubuskiego, ciepło wytwarzane z węgla brunatnego dostarcza dla potrzeb piętnastu wspólnot mieszkaniowych. Uboczną produkcję stanowią elementy architektury ogrodowej wykonywane z kamienia naturalnego.
W 2013 roku kopalnia uzyskała koncesję na dalsze 50 lat wydobycia. Koncesja obejmuje zasoby węgla szacowane na około 17 mln ton.